# Чинквары
Чинква́ры (чув. Чӑнкӑвар) — выселок в Канашском районе Чувашской Республики. Входит в состав Новочелкасинского сельского поселения.

## География
Находится в центральной части Чувашии, на расстоянии приблизительно 14 км по прямой на запад от районного центра города Канаш на левом берегу реки Сунарка.

## История
Образован в 1930 переселенцами из деревни Степное Тугаево Канашского района (ныне не существует). В 1939 году было 118 жителей, в 1979—129. В 2002 году было 31 двор, в 2010 — 26 домохозяйств. В 1934 году был образован колхоз «Первое Мая», в 2010 году действовал СХПК «Родина».

## Население
Постоянное население составляло 79 человек (чуваши 100 %) в 2002 году, 57 в 2010.